# 지루자
지루자 타스마감베토바(카자흐어: Зируза Сапарғалиқызы Тасмағамбетова, Ziruza Saparğaliqyzy Tasmağambetova; 1997년 1월 10일 출생), 직업적으로 지루자로 알려져 있으며, Q-pop 가수, 작곡가, 배우이다. 첫 번째 뮤직 비디오는 2017년 "아이트 엔디"라는 곡으로 공개되었다.

## 경력
지루자는 토르가이주(현재 코스타나이주, 카자흐스탄)에서 태어났으며, 그 후 부모님과 함께 아스타나와 알마티에서 살았다.
경력 초기에 그녀는 Juz Entertainment 레이블의 여성 그룹 멤버가 되려고 노력했지만, 그렇게 될 운명은 아니었다. 2017년, 프로듀서 예를란 알리모프가 지루자를 알아보고 2024년까지 7년 계약을 제안했다. 이 협력으로 유튜브에서 수백만 조회수를 기록한 여러 뮤직 비디오가 탄생했다. 그녀는 또한 여러 국내 TV 시리즈에서 배우로도 참여했다. 2019년 12월, 유라시아 뮤직 어워드 EMA-2019에서 그룹 Alar와 함께 "올해의 듀오" 부문에서 수상했다. 그곳에서 지루자는 Q-Pop의 여왕 상도 수상했다.

## 음반 목록

### 음반
| #            | 제목              | 재생 시간 |
| ------------ | ----------------- | --------- |
| 1.           | 〈아잇 엔디〉     | 3:30      |
| 2.           | 〈야나〉          | 3:29      |
| 3.           | 〈사그니누〉      | 4:15      |
| 4.           | 〈토짐〉          | 3:53      |
| 5.           | 〈키인 / 오나이〉 | 3:36      |
| 6.           | 〈졸라마〉        | 3:45      |
| 7.           | 〈케시〉          | 3:15      |
| 8.           | 〈퀸〉            | 3:15      |
| 총 재생 시간 | 총 재생 시간      | 28:58     |

| #            | 제목             | 재생 시간 |
| ------------ | ---------------- | --------- |
| 1.           | 〈마네켄〉       | 2:30      |
| 2.           | 〈시비르라이디〉 | 3:22      |
| 3.           | 〈코벨렉〉       | 3:04      |
| 4.           | 〈24/7〉         | 3:04      |
| 5.           | 〈네 보프 케티〉 | 3:09      |
| 6.           | 〈김 켈레시〉    | 2:41      |
| 7.           | 〈송기 누크테〉  | 2:37      |
| 총 재생 시간 | 총 재생 시간     | 20:22     |

### 뮤직 비디오
| 연도 | 곡명                     | 감독                         | 링크            |
| ---- | ------------------------ | ---------------------------- | --------------- |
| 2017 | 아잇 엔디                | 에르나르 누르갈리예프        | 비디오 - 유튜브 |
| 2017 | 키인/오나이              | —                            | 비디오 - 유튜브 |
| 2017 | 토짐 (OST "아나 주레기") | —                            | 비디오 - 유튜브 |
| 2018 | 케시                     | 발레리 자다르노프스키 주니어 | 비디오 - 유튜브 |
| 2018 | S.O.S                    | 발레리 자다르노프스키 주니어 | 비디오 - 유튜브 |
| 2019 | 타기 다 (feat. Alar)     | 발레리 자다르노프스키 주니어 | 비디오 - 유튜브 |
| 2019 | 24/7                     | 발레리 자다르노프스키 주니어 | 비디오 - 유튜브 |
| 2019 | 송그 누크테              | —                            | 비디오 - 유튜브 |
| 2019 | 사그니누                 | —                            | 비디오 - 유튜브 |